# Liu Yudong
Dans ce nom, le nom de famille, Liu, précède le nom personnel.
Liu Yudong, (en chinois : 刘玉栋), né le 23 juin 1970 à Fujian, en Chine, est un ancien joueur de basket-ball chinois, évoluant au poste d'ailier.